# 田辺南部白浜海岸県立自然公園
田辺南部白浜海岸県立自然公園（たなべみなべしらはまかいがんけんりつしぜんこうえん）は、和歌山県中部に位置した県立自然公園。1954年（昭和29年）7月6日に田辺南部海岸県立自然公園（たなべみなべかいがんけんりつしぜんこうえん）として指定。指定区域には田辺市、みなべ町、白浜町が含まれている。面積は992ha。
和歌山県立自然公園の抜本的見直しにより2009年（平成21年）4月28日から、本公園は改名され現在名となった。改名直後の面積は848ha。
2015年（平成27年）9月24日、熊野枯木灘海岸県立自然公園とともに吉野熊野国立公園に編入される形で、県立自然公園から解除。

## 見所
- 奇絶峡
- 千里の浜 - 本州有数のアカウミガメ産卵地
- 天神崎 - 外山八郎によってナショナルトラスト運動が行われた景勝地
- ひき岩群

## 関連市町
- 田辺市
- 日高郡みなべ町
- 西牟婁郡白浜町

## 典拠
1. ↑  和歌山県立自然公園の抜本的見直しについて
2. ↑  “吉野熊野国立公園（田辺地域）管理運営計画書”.   環境省 近畿地方環境事務所. 2022年11月26日閲覧。